# Carrier Air Wing Five
5ème Escadre aérienne embarquée
Le Carrier Air Wing Five (CVW-5) est une escadre aérienne embarquée de l'US Navy, basée au Marine Corps Air Station Iwakuni et au Naval Air Facility Atsugi, au Japon. Il est embarqué par l'USS Ronald Reagan (CVN-76) 

## Historique
Il a été initialement formé en 1943. Il a participé à la Seconde Guerre mondiale, à la guerre de Corée, à la guerre du Golfe, à l'opération Southern Watch, à la Guerre d'Afghanistan et à la guerre d'Irak.
Les escadrons aériens à voilure fixe du Carrier Air Wing Five  ont été transférés au Marine Corps Air Station Iwakuni dans la préfecture de Yamaguchi, au Japon en 2017 et au début de 2018.

## Les unités subordonnées
| Code    | Insigne | Escadron                                    | Surnom         | Avion                |
| ------- | ------- | ------------------------------------------- | -------------- | -------------------- |
| VFA-27  |         | Strike Fighter Squadron 27                  | Royal Maces    | F/A-18E Super Hornet |
| VFA-102 |         | Strike Fighter Squadron 102                 | Diamondbacks   | F/A-18F Super Hornet |
| VFA-115 |         | Strike Fighter Squadron 115                 | Eagles         | F/A-18E Super Hornet |
| VFA-195 |         | Strike Fighter Squadron 195                 | Dambusters     | F/A-18E Super Hornet |
| VAW-125 |         | Carrier Airborne Early Warning Squadron 125 | Tiger Tails    | E-2D Hawkeye         |
| VAQ-141 |         | Electronic Attack Squadron 141              | Shadowhawks    | EA-18G Growler       |
| VRC-30  |         | Fleet Logistics Support Squadron 30 Det. 5  | Providers      | C-2A Greyhound       |
| HSC-12  |         | Helicopter Sea Combat Squadron 12           | Golden Falcons | MH-60S Seahawk       |
| HSM-77  |         | Helicopter Maritime Strike Squadron 77      | Saberhawks     | MH-60R Seahawk       |